# FC Spartak Plovdiv
El FC Spartak Plovdiv (en búlgaro: ФК Спартак Пловдив) es un club de fútbol de Bulgaria que juega en la V AFG, la tercera liga de fútbol más importante del país.
Fue fundado en el año 1947 en la ciudad de Plovdiv por la fusión de tres equipos de la ciudad, el Levski, el Septemvri y el Udarnik. Su nombre se refiere al héroe de los esclavos de la Antigua Roma, Espartaco, y por ello se les conoce como Gladiadores.
Su época dorada fue entre los años 50 y 60, en la cual lograron la gran mayoría de sus logros y sus participaciones en UEFA. En 1967 se fusionó con el SSK Akademik y el Botev Plovdiv para crear al AFD Trakia, esto duró hasta 1982. Ha sido campeón de liga en una ocasión, un título de Copa en tres finales y un subcampeonato de la Copa de los Balcanes.
A nivel internacional ha participado en 3 torneos continentales, donde su mejor participación ha sido en la Copa de Campeones de Europa del 1963/64, donde fue eliminado en la Segunda ronda por el PSV Eindhoven de Países Bajos.

## Palmarés
- A PFG: 1

1963
- Subcampeón: 1

1962
- Copa de Bulgaria: 1

1958
- Subcampeón: 2

1955, 1959
- Copa de los Balcanes: 0 
  - Finalista: 1

1964

### Participación en competiciones UEFA
- Liga de Campeones de la UEFA: 1 aparición

1964 - Segunda ronda
- Copa UEFA: 1 aparición

1967 - Primera ronda
- Copa Intertoto: 1 aparición

1996 - Primera ronda
| Temporada | Torneo         | Ronda | Equipo           | Ida | Vuelta | Cómputo global |
| --------- | -------------- | ----- | ---------------- | --- | ------ | -------------- |
| 1964      | Copa de Europa | 1     | Partizani Tirana | 3-1 | 0-1    | 3-2            |
| 1964      | Copa de Europa | 2     | PSV Eindhoven    | 0-1 | 0-0    | 0-1            |
| 1967      | Copa UEFA      | 1     | Benfica          | 1-1 | 0-3    | 1-4            |

## Jugadores

### Jugadores destacados
- Todor Diev
- Dimitar Vasilev
- Dimitar Dimov
- Ivan Manolov
- Mihail Dushev
- Hristo Dishkov
- Tobiah Momin
- Georgi Barbov
- Dimitar Hubinov
- Lyubomir Burnarski